# Изглед от Делфт
„Изглед от Делфт“ е картина на нидерландския художник Йоханес Вермеер. Завършена между 1659 и 1660 г., днес тя се съхранява в музея Маурицхойс в Хага. Тя подтиква френския писател Марсел Пруст да я нарече „Най-красивото платно на света“.
Точното възпроизвеждане на градски пейзажи е вече традиция, към момента в който Вермеер рисува прочутото си платно. Вермеер е първият, който е използва обърнатата схема на телескопа на Галилей, за да направи скици и определи пропорциите на обектите на картините си.
Гледната точка в картината е от първия етаж на къща, на юг от реката. Сбитостта на детайлите и цялостния вид на картината показват, че Вермеер е работил именно с телескоп, а не с традиционната по това време камера обскура, използвана като помощно средство за рисуване на реалистични картини. Единствено с телескоп може да се постигне такъв сбит изглед, намаляване на размера на обектите на преден план, подчертаване на задния план и създаване на цялостното впечатление за единността на представянето на градския пейзаж и неговата атмосфера.
1. ↑  Писмо до Жан-Луи Водоайе(Vaudoyer), 1 май 1921. Картината играе роля в По следите на изгубеното време, по-специално в т.5 "Пленницата"